# Nicola Sartori
Pour les articles homonymes, voir Sartori.
Nicola Sartori est un rameur italien né le 17 juillet 1976 à Terracina. 

## Biographie
Nicola Sartori a remporté la médaille de bronze en deux de couple avec Giovanni Calabrese aux Jeux olympiques d'été de 2000 à Sydney. 